# Peter Azur
Peter Azur var på 1990-talet en av de mest populära skådespelarna inom manlig homosexuell pornografi, främst för filmbolaget Man's Best. Han föddes i Tjeckien och var känd för sitt blonda hår och pojkaktiga utseende.
Hans deltagande i branschen skedde mellan 1997 och 2000.

## Filmer i urval
- Boy Crash
- Boy Crash 2 - Sexy Motel
- Gay Club - Rent A Boy
- Internat Anno 1900
- Junges Gemüse
- Das Fickende Klassenzimmer
- Ferienlager Falkenfels
- Fucking Class
- Heiße Bengel
- Sperma Kanonen
- Sexy Job